# Conococheague Creek (Maryland)
Conococheague Creek ist ein freifließender Zufluss des Potomac River, der in Pennsylvania entspringt und bei Williamsport, Maryland in den Potomac River mündet. Er hat eine Länge von 129 km, davon 92 km in Pennsylvania und 37 km in Maryland. Das Einzugsgebiet umfasst eine Fläche von 1470 km², wovon nur 12 % (170 km²) in Maryland liegen.
Der Name Conococheague ist entlehnt aus der Sprache der Leni-Lenape: das Wort òk'chaxk'hanna, bedeutet „sich viel windender Fluss“. Der damals unter dem Namen Connogochegue bekannte Fluss bildete den nördlichsten Bereich entlang des Potomac, in welchem der Kongress mit der Residence Bill von 1790 die Gründung des Bundesterritorium genehmigt hatte dem District of Columbia. Durch Proklamation des Präsidenten George Washington wurde der District am südlichen Ende des Bereichs eingerichtet, in der Nähe des „Eastern Branch“, der später in Anacostia River umbenannt wurde.
Die Wasserscheide zwischen Conococheague Creek und Conodoguinet Creek dient als Grenze zwischen dem Hagerstown Valley und dem Cumberland Valley.

## Oberhalb der Mündung des West Branch

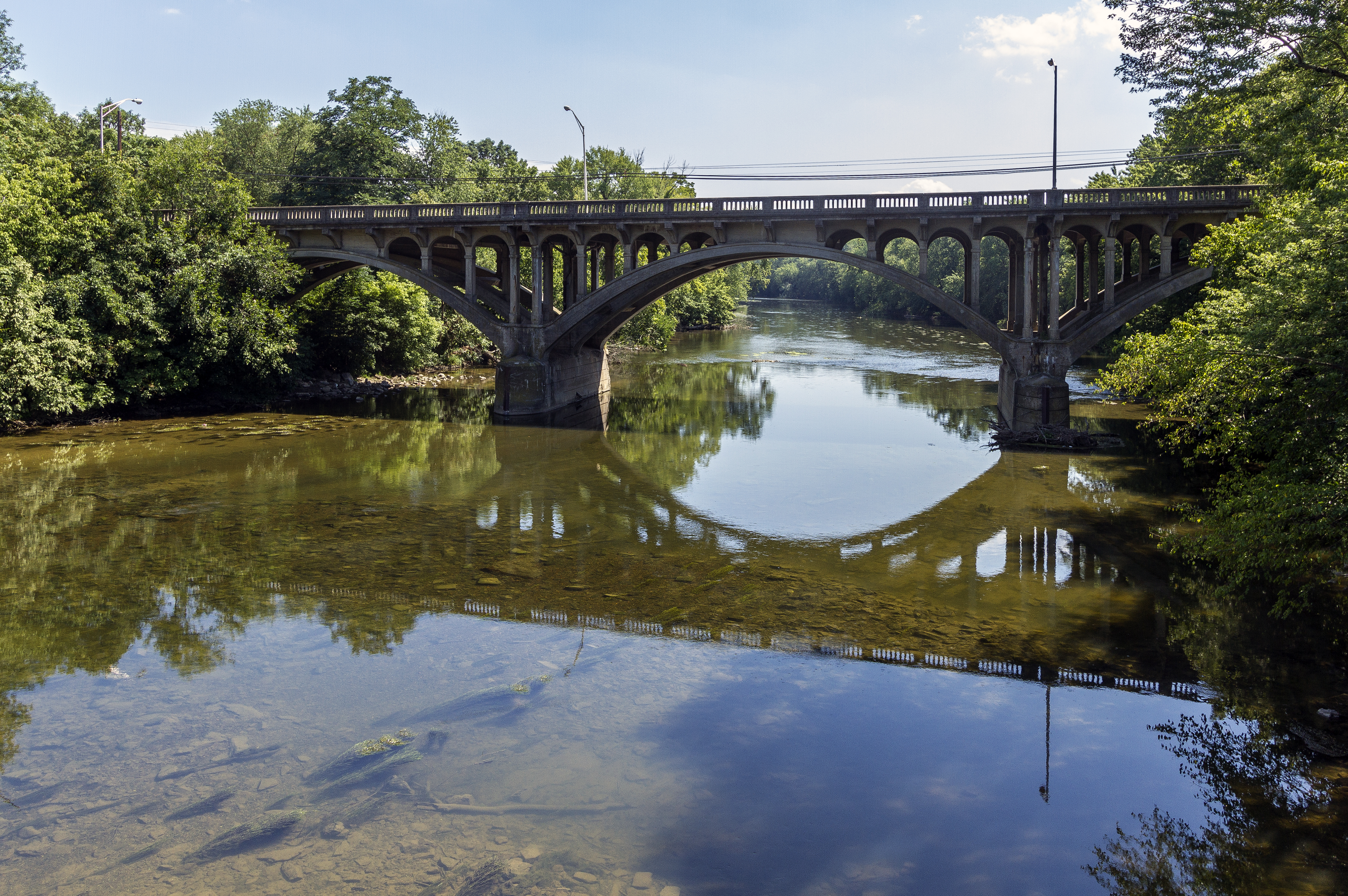
Brücke der U.S. 40 über den Conococheague Creek, Blick von Wilsons Bridge

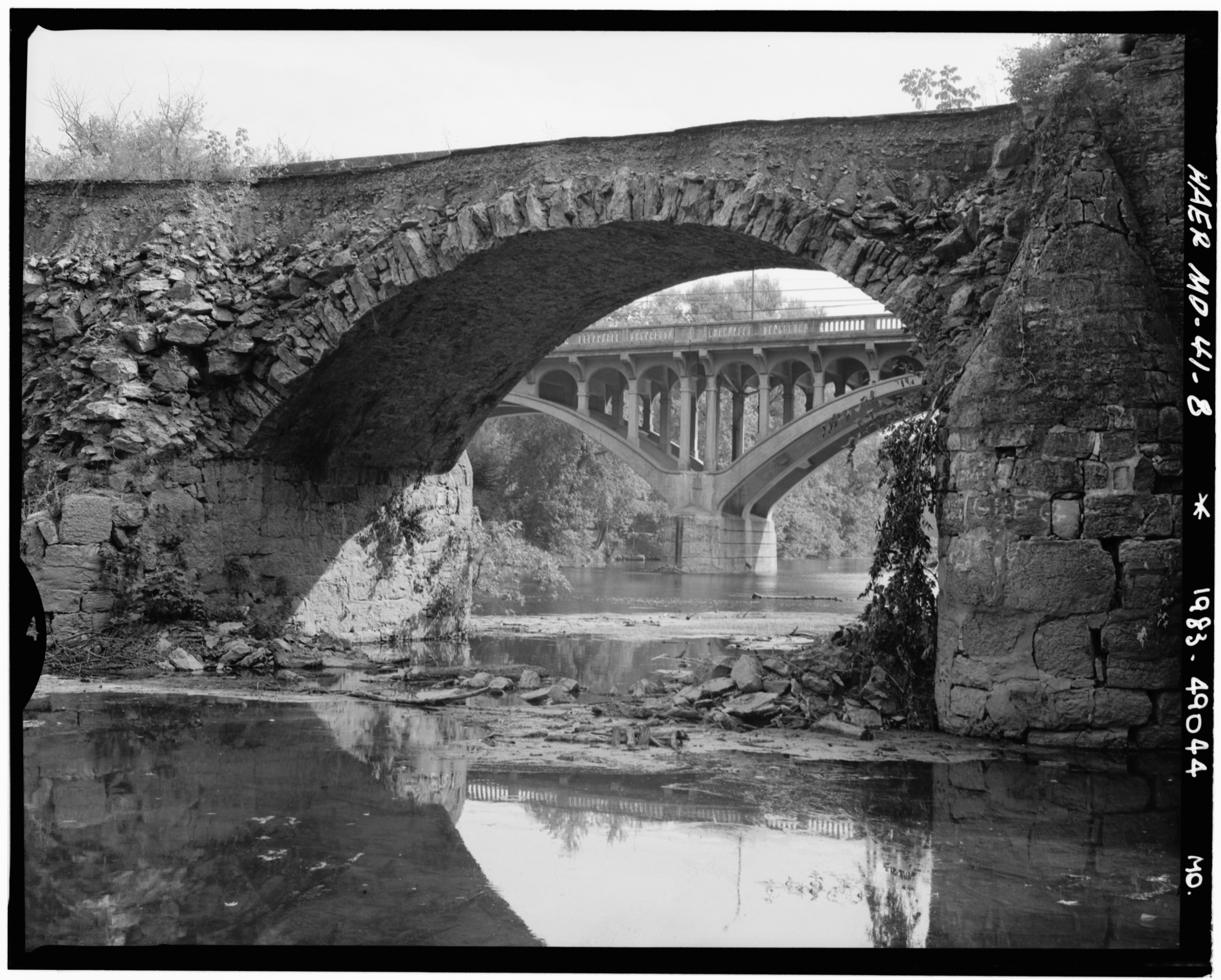
Wilson Bridge Route 40

Der Conococheague Creek wird oberhalb der Einmündung des West Branch gelegentlich als East Branch Conococheague Creek bezeichnet. Mit 85,5 km Länge ist der „East Branch“ 11 km kürzer als der West Branch. Er entspringt in den South Mountains im südlich-zentralen Pennsylvania, im Nordwesten des Adams County zwischen der East Big Flat Ridge und dem Piney Mountain. Der Bach fließt nach Südwesten, wendet sich im Caledonia State Park nach Westen und führt an Fayetteville vorbei in das Great Appalachian Valley. Er biegt bei Chambersburg nach Südwesten und passiert Greencastle westlich.
Zwischen Fayetteville und der Einmündung des Back Creek bei Williamson ist der Fluss stark belastet durch den Oberflächenabfluss aus der Landwirtschaft. Über drei Jahrzehnte hinweg gingen die Stückzahlen einheimischer Fische wie Amerikanischer Flussbarsch, Aale, Bachzwergdöbel, Pomoxis, Steinbarsch und die Saugkarpfenart Catostomus commersonii zurück, denn die sich verschlechternde Wasserqualität durch Sedimentablagerung am Grund schränkten die Ablaichung dieser Fischarten stark ein. Im Gegenzug kam es im in Teilen des Flusses zu einer Zunahme von Flusskrebsen, deren Nährwert durch die Verschmutzung des Wassers jedoch zweifelhaft ist.

## Unterhalb der Mündung des West Branch
Nach der Einmündung des West Branch bei Greencastle setzt der Conococheague Creek seinen Weg südwärts fort nach Maryland und mündet bei Williamsport in den Potomac River, wo die Great Philadelphia Wagon Road an William’s Ferry den Fluss querte und weiterführte nach Winchester, Virginia. An dieser Stelle überquerten die Truppen von Edward Braddock den Fluss, nachdem sie Frederick verlassen hatten und nach Winchester zogen.

## Belege
1. 1 2 3  U.S. Geological Survey. National Hydrography Dataset high-resolution flowline data. The National Map
2. ↑  òkchaxkhane. In: talk-lenape.org. Abgerufen am 5. Dezember 2020 (englisch).